# László Kalmár (réalisateur)
Pour les articles homonymes, voir László Kalmár.
László Kalmár est un réalisateur et scénariste hongrois, né à Budapest (Hongrie) le 16 décembre 1900 et décédé le 30 mai 1980 dans la même ville. Il a réalisé 22 films entre 1939 et 1963. En France, il est surtout connu pour son film Les Amours d'un tzigane (Pista Dankó, 1941) s'inspirant de la vie du compositeur et violoniste tzigane Pista Dankó. Le prix Kossuth lui est attribué en 1950.
- Les nom et prénom du cinéaste hongrois sont exactement homonymes de ceux de son compatriote mathématicien, László Kalmár (1905-1976).

## Filmographie

### Réalisateur
- 1938 :  Süt a nap
- 1939 :  Nincsenek véletlenek
- 1939 :  Halálos tavasz
- 1940 :  Elnémult harangok
- 1940 :  Tóparti látomás
- 1941 :  Dankó Pista
- 1941 :  Lángok
- 1941 :  Bob herceg
- 1941 :  Szűts Mara házassága
- 1942 : Danse macabre (Haláltánc)
- 1942 :  Fráter Loránd
- 1942 :  Halálos csók
- 1942 :  Egy szív megáll
- 1943 : Tilos a szerelem
- 1943 :  Sziámi macska
- 1943 : Fekete hajnal
- 1944 :  Fiú vagy lány?
- 1951 : Madame Déry (Déryné)
- 1952 :  Ecseri lakodalmas
- 1956 :  Gábor diák
- 1957 :  A nagyrozsdási eset
- 1963 :  A szélhámosnő

### Scénariste
- 1940 :  Semmelweis
- 1941 :  Egy éjszaka Erdélyben
- 1941 :  Dankó Pista
- 1943 :  Halálos csók
- 1943 : Sziámi macska
- 1943 :  Fekete hajnal
- 1944 :  Fiú vagy lány?